# 快狗打车
快狗打车（港交所：2246）是一个打车软件。

## 历史
2018年8月17日，58到家旗下短途货运平台“58速运”品牌升级为“快狗打车”。官方表示，2017年7月，与58到家和GOGOVAN CAYMAN订立股份认购协议，取名“快狗”是沿用了GoGoVan的中文名称“快狗速运”。于2017年8月29日，该公司向58到家配发及发行307,111,112股B类普通股。作为交换，58到家向快狗集团投入若干资产、知识产权、信息技术、雇员及合约。同日，快狗向GoGoVan Cayman配发及发行88,888,888股A类普通股，以换取GoGoVan Cayman附属公司的全部股权。合并后，58到家及GoGoVan Cayman分别拥有快狗已发行股本77.78%及22.22%的权益。

## 争议
因为认为“狗”字存在侮辱性，平台司机认为新名字一语双关有骂人嫌疑而引发联合抗议，部分司机称其更名有损个人尊严，拉活时自我介绍变成了骂人。